# Казинка (Брянская область)
Кази́нка (Козинка) — деревня в Брасовском районе Брянской области, в составе Глодневского сельского поселения. 
 Расположена в 2,5 км к востоку от села Глоднево. Население — 30 человек (2010).

## История
Упоминается с XVII века в составе Глодневского стана Комарицкой волости; входила в приход села Глоднева. До 1778 года в Севском уезде, в 1778—1782 гг. в Луганском уезде, с 1782 по 1928 гг. — в Дмитровском уезде Орловской губернии (с 1861 — в составе Глодневской волости).
В XIX веке — владение Кушелевых-Безбородко; была известна гончарным ремеслом.
С 1929 года — в Брасовском районе.
| Годы      | 1866 | 1893 | 1920 | 1926 | 1979 | 1989 | 2002 | 2010 |
| --------- | ---- | ---- | ---- | ---- | ---- | ---- | ---- | ---- |
| Население | 354  | 470  | 534  | 446  | 222  | 133  | 86   | 30   |